# Metallichroma cupreum
Metallichroma cupreum är en skalbaggsart som beskrevs av Louis Burgeon 1931. Metallichroma cupreum ingår i släktet Metallichroma och familjen långhorningar. Inga underarter finns listade i Catalogue of Life.